# Колхоз «9 мая» (Эстония)
 Колхоз «9 мая» (эст. 9. mai kolhoos) — в советское время одно из успешных сельскохозяйственных предприятий Эстонии. Находился в Вяэтсаском сельсовете Пайдеского района. Центральная усадьба колхоза находилась в посёлке Вяэтса.

## В советской Эстонии
Колхоз был основан в 1949 году, до 1957 года носил имя В. М. Молотова.
Общий земельный фонд колхоза составлял 10,0 тысяч гектаров. Средняя численность работников в 1978 году была 554 человека. Сельскохозяйственных угодий у колхоза было 5 185 гектаров, сельскохозяйственным производством занималось 413 человек (средняя численность за 1977 год).
Основная отрасль производства — скотоводство.
Колхоз был отнесён к племенным фермам I класса крупного рогатого скота эстонской чёрно-пёстрой породы и II класса лошадей ториской породы.
Колхозом была построена крупная скотоводческая ферма в Юлейые.
В 1977 году с 1 гектара было получено 41,7 центнера зерна, 206 центнеров картофеля, 56,2 центнера полевых трав. Удой молока от коровы составил 5 152 кг, производство молока на 100 гектаров обрабатываемых земель составило 1 471,2 центнера.
В 1971 году колхоз был награждён орденом Ленина.
Председателем правления колхоза с 1954 года по 1991 год был дважды Герой Социалистического Труда Эндель Лиеберг.

## Кинохроника
В 1983 году на студии «Таллинфильм» был снят документальный фильм „9. mai kolhoosis koos Priilinna ja Liebergiga” / «В колхозе «9 мая» с Прийлинном и Лиебергом».

## В независимой Эстонии
После отделения Эстонии от Советского Союза совхоз был ликвидирован, как и все остальные коллективные социалистические хозяйства страны. На материально-технической базе колхоза было создано частное фермерское хозяйство «Вяэтса Агро» („Väätsa Agro“) в волости Вяэтса.